# 完颜忠
完颜忠（11世纪？—1136年），金朝宗室大臣，女真完颜氏，本名迪古乃，或作迪古迺、狄古迺，字阿思魁。耶懒路（今俄罗斯滨海边疆区塔乌黑河流域）人。
完颜忠是金源郡王完顏石土門的弟弟，受完颜阿骨打器重。辽天祚帝天庆四年（1114年）首赞阿骨打举兵伐辽。金太祖收国元年（1115年），奉命与银术哥守达鲁古城。收国二年（1116年），与斡鲁、蒲察、斡鲁古等镇压高永昌渤海起义军，攻克东京辽阳府。后与斡鲁古等率兵二万，在蒺藜山击败辽朝秦晋国王耶律涅里，攻克显州、乾州、成州、川州、懿州、豪州、惠州数州。天辅二年（1118年），从诸将西袭辽天祚帝，在鸡鸣山破辽兵五千，降奉圣州。天辅六年（1122年），代兄石土门为耶懒路都孛堇。
金太宗天会二年（1124年），因耶懒地薄斥卤，奉诏率部迁至苏滨水（今绥芬河）。天会十三年（1135年），金熙宗即位，加太子太师。天会十四年（1136年），加保大军节度使，同中书门下平章事。同年在任上去世。金世宗大定二年（1162年），追封金源郡王，为开国功臣之一。